# Kill Reality
Kill Reality foi um reality-show exibido pela E! em 2005, que mostrava as gravações de um filme onde todas as estrelas provinham de outros reality-shows, principalmente The Bachelor, Survivor e The Real World.
Durante as filmagens de The Scorned, o elenco viveu em uma mesma casa, e logo, esta se transformou em uma "casa de horrores". O momento mais polêmico do programa se deu no último episódio, quando Jonny Fairplay defecou na cama de Trish Schneider enquanto esta dormia.
O filme produzido iria ao ar originalmente em 24 de Setembro de 2005, porém, os dirigentes do canal decidiram adiar a estréia para 31 de outubro do mesmo ano.

## Elenco
- Jenna Lewis de Survivor: Borneo
- Steven Hill de The Real World: Las Vegas
- Tonya Cooley de The Real World: Chicago
- Jonny Fairplay de Survivor: Pearl Islands
- Reichen Lehmkuhl de The Amazing Race
- Trishelle Cannatella de The Real World: Las Vegas
- Trish Schneider de The Bachelor
- Stacie Jones Upchurch de The Apprentice
- Bob Guiney de The Bachelor
- Ethan Zohn de Survivor: Africa
- Jenna Morasca de Survivor: Amazon
- Toni Ferrari de Paradise Hotel
- Erika Landin de Big Brother

## Produtores
- Rob Cesternino de Survivor: Amazon
- Josh Souza de Big Brother